# Sint-Jozefkerk (Stevensbeek)

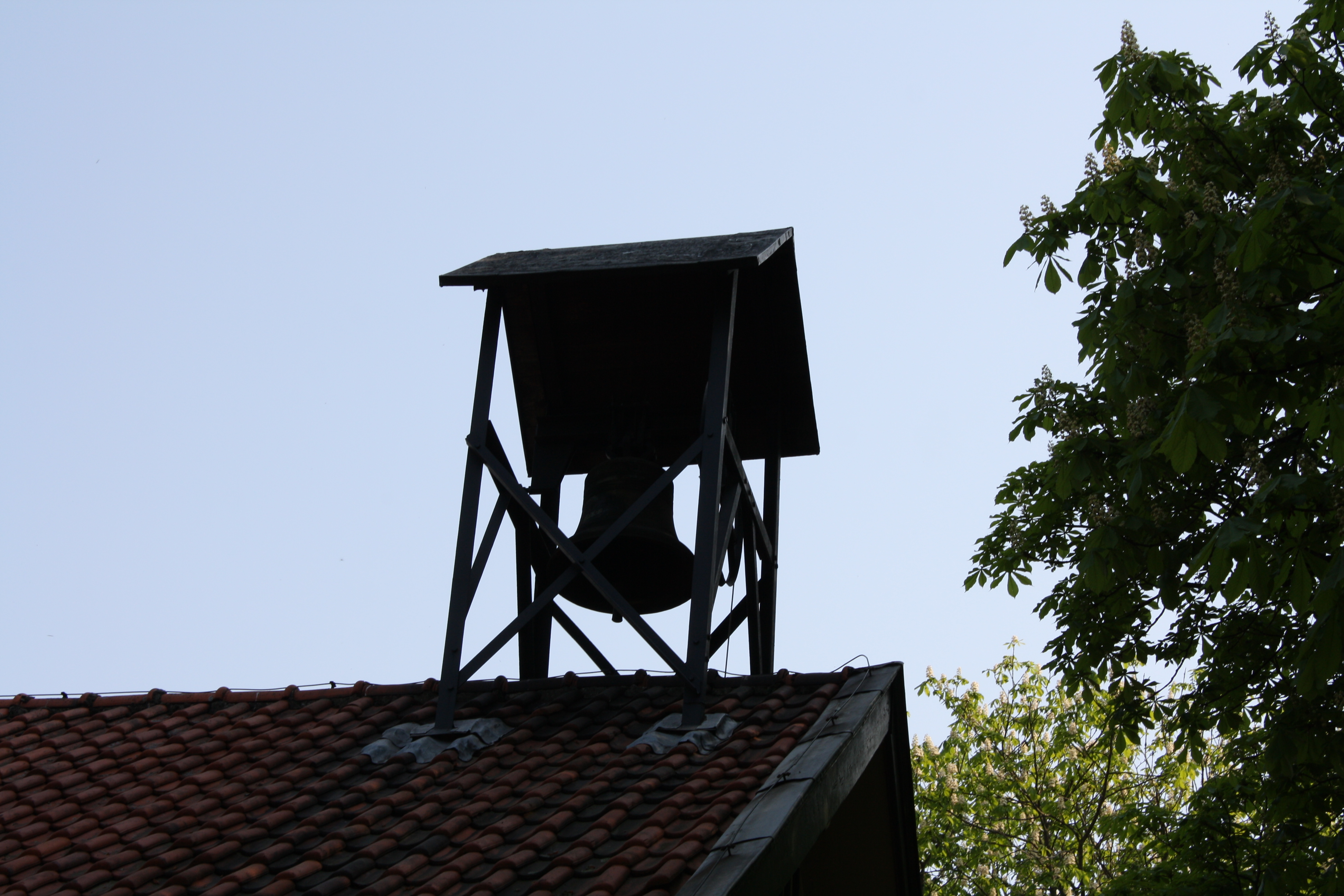
Klokkenruitertje

De Sint-Jozefkerk is een voormalige parochiekerk in de tot de Noord-Brabantse gemeente Land van Cuijk behorende plaats Stevensbeek. Het kerkgebouw is gelegen aan de Kloosterstraat 2.

## Geschiedenis
Het dorp Stevensbeek is ontstaan uit een landgoed met daarop de modelboerderij Lactaria, die later door de Dominicanessen werd overgenomen en de nieuwe naam Maria Regina kreeg. Een omstreeks 1910 gebouwde koestal van de modelboerderij en later van het klooster werd in 1951 omgebouwd tot kerk. 
In 2013 werd de kerk onttrokken aan de eredienst, waarna het gebouw in gebruik bleef als school.